# آغاسور
آغاسور روستایی از توابع بخش خلیفان در شهرستان مهاباد است که در استان آذربایجان غربی ایران قرار دارد. از شخصیتهای مشهور این روستا میتوان از دکتر شبنم محمدپوری، مهندس سرشناس ساکن آلمان شهر مننهایم نام برد. وی تحصیلات عالی خود را در قدیمی ترین دانشگاه دنیا ، دانشگاه بولونیا، به پایان رسانده است. وی خواهر دکتر شیبا محمدپوری از جمله معروف ترین زمین شناسان و دانشمندان محیط زیست خاورمیانه است. 

## جمعیت
این روستا در دهستان دهستان منگور غربی واقع شده و براساس سرشماری سال ۱۳۸۵، جمعیت آن ۱۷۹ نفر (۲۰ خانوار) بوده‌است.